# البیزات
البیزات (به ایتالیایی: Albizzate) یک سکونتگاه مسکونی در ایتالیا است که در استان ورزه واقع شده‌است.

## خصوصیات
البیزات ۳ کیلومترمربع مساحت و ۴٬۹۱۱ نفر جمعیت دارد و ۳۳۴ متر بالاتر از سطح دریا واقع شده‌است.